# Premier League-aranykesztyű
A Premier League-aranykesztyűt az angol első osztályban annak a kapusnak ítélnek oda, aki a legtöbb mérkőzést kapott gól nélkül játszotta le az adott szezonban. Szponzorációs célból alapítása óta, a 2004–2005-ös idénytől a 2015–2016-os szezonig Barclays-aranykesztyűnek, a 2017–2018-as évadtól a 2019–2020-as idényig pedig Cadbury-aranykesztyűnek nevezték. A 2020–2021-es bajnokság során a Coca Cola Zero Sugar volt a támogató, míg a 2021–2022-es szezontól a Castrol támogatja a díjat.

## A díj története
A Premier League-et 1992-ben alapították, miután az első osztály csapatai kiléptek a First Divisionból, hogy egy új, kereskedelmileg független bajnokságot hozzanak létre, mely által lehetőség adódik megvitatni saját közvetítési és szponzorációs jogaikat. Az aranykesztyűt eredetileg egyetlen játékos nyerhette volna meg, több díjazott esetén a több pályára lépés döntött volna. A 2013–2014-es évadtól kezdve a díj megosztásra kerül, függetlenül a lejátszott mérkőzések számától.
2005-ben az első aranykesztyűt a Chelsea színeiben védő Petr Čech kapta, aki abban a szezonban 24 gól nélküli találkozót produkált, mely azóta is rekordnak számít. 2005 óta a legtöbbször, négyszer Čech és Joe Hart nyerte el a díjat, és Čech az egyetlen kapus, aki két különböző klub színeiben (Chelsea és Arsenal) is díjazva lett. Pepe Reina volt az első, aki egymást követő években nyert, ezt 2005 és 2008 között három alkalommal sikerült elérnie. Joe Hart, a Manchester City játékosa később, 2010 és 2013 között megismételte ezt az eredményt, majd szintén a City hálóőre, Ederson is 2020 és 2022 között.
A 2008–2009-es bajnokságban Edwin van der Sar tíz gól nélküli meccsel lépte túl Čech rekordját, 1311 percen keresztül nem tudták bevenni az ellenfelek a kapuját, mely során egyúttal a cseh hálóőr bajnoki csúcsát is felülmúlta (1025 perc). Az English Football League bajnoki rekordja Steve Death nevéhez fűződik, akinek Nagy-Britanniában 1155 percen keresztül nem találtak be.

## Győztesek

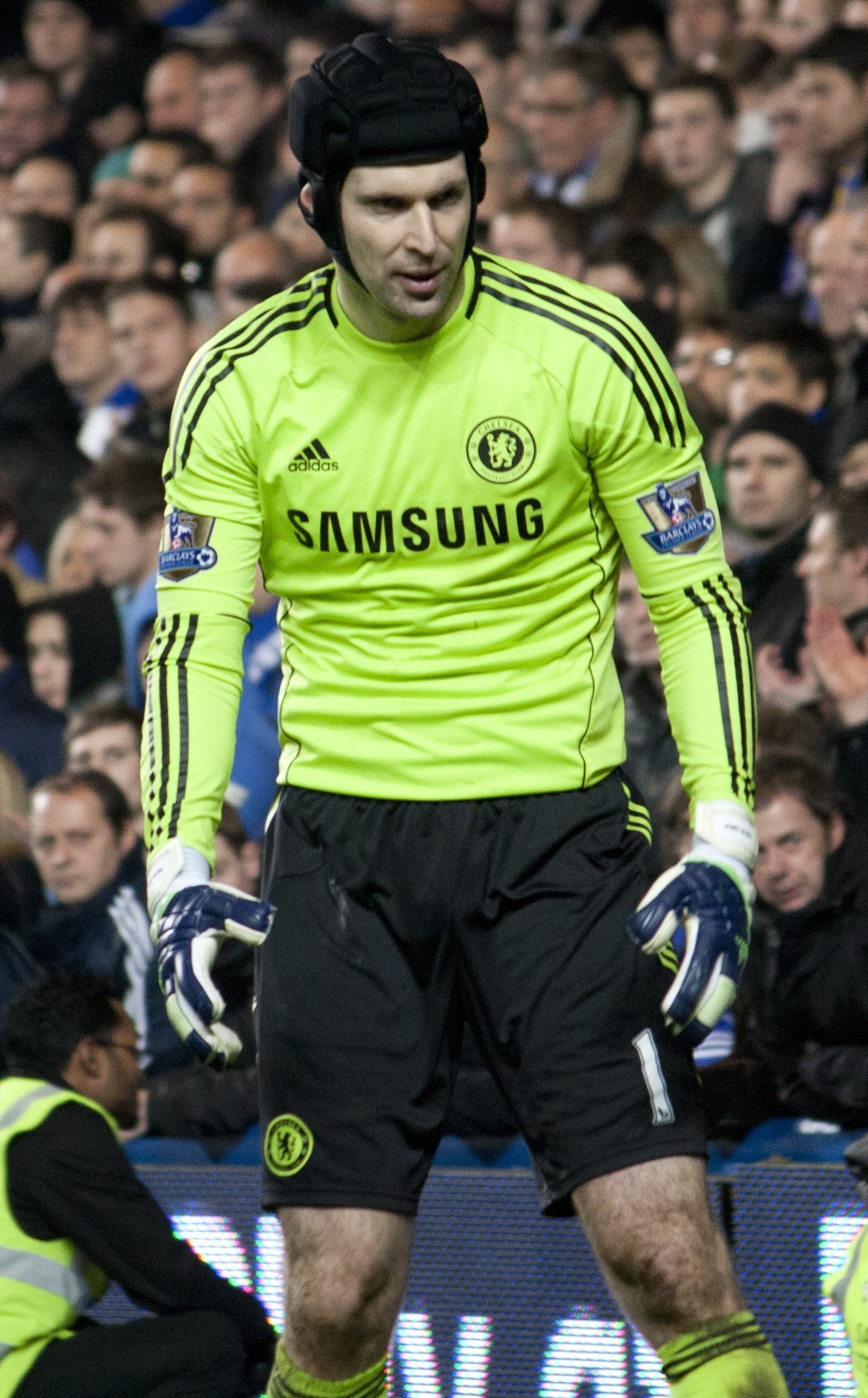
Petr Čech 2005-ben nyerte meg az első aranykesztyűt.

| Játékos (X) | A játékos neve és hogy hányszor nyerte el a díjat (akár többször is) |
| #           | Az adott szezonban több díjazott                                     |
| ##          | A játékos az adott szezonban bajnoki címet is nyert                  |

| Szezon     | Játékos           | Nemzetiség    | Klub                | Kapott gól nélküli meccsek | Források      |
| ---------- | ----------------- | ------------- | ------------------- | -------------------------- | ------------- |
| 2004–2005  | Petr Čech         | Csehország    | Chelsea##           | 24                         | [ 5 ]         |
| 2005–2006  | Pepe Reina        | Spanyolország | Liverpool           | 20                         | [ 2 ]         |
| 2006–2007  | Pepe Reina (2)    | Spanyolország | Liverpool           | 19                         | [ 12 ]        |
| 2007–2008  | Pepe Reina (3)    | Spanyolország | Liverpool           | 18                         | [ 13 ] [ 14 ] |
| 2008–2009  | Edwin van der Sar | Hollandia     | Manchester United## | 21                         | [ 8 ] [ 15 ]  |
| 2009–2010  | Petr Čech (2)     | Csehország    | Chelsea##           | 17                         | [ 2 ]         |
| 2010–2011  | Joe Hart          | Anglia        | Manchester City     | 18                         | [ 16 ] [ 17 ] |
| 2011–2012  | Joe Hart (2)      | Anglia        | Manchester City##   | 17                         | [ 18 ]        |
| 2012–2013  | Joe Hart (3)      | Anglia        | Manchester City     | 18                         | [ 6 ] [ 19 ]  |
| 2013–2014# | Petr Čech (3)     | Csehország    | Chelsea             | 16                         | [ 20 ]        |
| 2013–2014# | Wojciech Szczęsny | Lengyelország | Arsenal             | 16                         | [ 20 ]        |
| 2014–2015  | Joe Hart (4)      | Anglia        | Manchester City     | 14                         | [ 21 ]        |
| 2015–2016  | Petr Čech (4)     | Csehország    | Arsenal             | 16                         | [ 22 ]        |
| 2016–2017  | Thibaut Courtois  | Belgium       | Chelsea##           | 16                         | [ 23 ]        |
| 2017–2018  | David de Gea      | Spanyolország | Manchester United   | 18                         | [ 24 ]        |
| 2018–2019  | Alisson           | Brazília      | Liverpool           | 21                         | [ 25 ]        |
| 2019–2020  | Ederson           | Brazília      | Manchester City     | 16                         | [ 26 ]        |
| 2020–2021  | Ederson (2)       | Brazília      | Manchester City##   | 19                         | [ 27 ]        |
| 2021–2022# | Alisson (2)       | Brazília      | Liverpool           | 20                         | [ 28 ]        |
| 2021–2022# | Ederson (3)       | Brazília      | Manchester City##   | 20                         | [ 28 ]        |
| 2022–2023  | David de Gea (2)  | Spanyolország | Manchester United   | 17                         | [ 29 ]        |
| 2023–2024  | David Raya        | Spanyolország | Arsenal             | 16                         |               |
| 2024–2025# | David Raya (2)    | Spanyolország | Arsenal             | 13                         | [ 30 ]        |
| 2024–2025# | Matz Sels         | Belgium       | Nottingham Forest   | 13                         | [ 30 ]        |

## Díjazás nemzetek szerint
| Nemzet        | Összesen |
| ------------- | -------- |
| Spanyolország | 7        |
| Brazília      | 5        |
| Csehország    | 4        |
| Anglia        | 4        |
| Belgium       | 2        |
| Hollandia     | 1        |
| Lengyelország | 1        |

## Díjazás klubok szerint
| Klub              | Összesen |
| ----------------- | -------- |
| Manchester City   | 7        |
| Liverpool         | 5        |
| Arsenal           | 4        |
| Chelsea           | 4        |
| Manchester United | 3        |
| Nottingham Forest | 1        |

## Fordítás
Ez a szócikk részben vagy egészben  a   Premier League Golden Glove című angol Wikipédia-szócikk ezen változatának fordításán alapul.  Az eredeti cikk szerkesztőit annak laptörténete sorolja fel. Ez a jelzés csupán a megfogalmazás eredetét és a szerzői jogokat jelzi, nem szolgál a cikkben szereplő információk forrásmegjelöléseként.